# Khiuani Dias
Khiuani Luana Dias (Pinhais, 20 de março de 1992) é uma praticante de taekwondo e ex-ginasta artística brasileira. Como ginasta, fez parte da equipe brasileira que conquistou a medalha de prata nos Jogos Pan-americanos de 2007.
Após deixar a ginástica, passou a competir como lutadora de taekwondo, chegando a ser campeã brasileira da modalidade.

## Carreira
Khiuani começou seus passos na ginástica nas mãos do técnico Oleg Ostapenko, e de sua assistente Irina Ilyiaschenko. Sua primeira grande competição foram os Jogos Pan-americanos Rio-2007. No evento, fazendo uma boa estreia, ajudou sua equipe a conquistar a segunda colocação por equipes, atrás da equipe americana, medalhista de ouro. Classificada para a final do concurso geral, terminou com a nona colocação, em prova vencida pela americana Shawn Johnson.
No Campeonato Mundial de Stuttgart, Khiuani ao lado de Jade Barbosa, Ana Silva, Daiane dos Santos, Daniele Hypolito e Lais Souza, conquistou a quinta colocação por equipes, a melhor colocação brasileira. Com isso a equipe brasileira, conquistou a vaga para disputar as Olimpíadas de Pequim. Treinando para fazer pela primeira vez parte da equipe que disputaria os Jogos, Khiuani contudiu-se poucas semanas antes da realização do evento, não podendo assim fazer parte da equipe olímpica, sendo substituída pela também estreante Ethiene Franco.
Em 2009, participando do Troféu Brasil, a ginasta desbancou sua colega de equipe, Daniele Hypolito, e conquistou o título no evento geral individual. Em novembro do mesmo ano, Khiuani disputou o Campeonato Sul-Americano. Nele, conquistou a medalha de ouro na prova coletiva e nas barras assimétricas, na final do individual geral, conquistou a medalha de bronze.
Deixou a ginástica por causa das lesões, mas prosseguiu no esporte ao praticar taekwondo. Conseguiu ser campeã brasileira em 2018 na categoria até 62kg. Em 2019, venceu o Super Campeonato Brasileiro.

## Principais resultados
| Ano  | Evento                                    | AA                | Equipe           | Salto sobre o cavalo | Trave | Barras assimétricas | Solo |
| ---- | ----------------------------------------- | ----------------- | ---------------- | -------------------- | ----- | ------------------- | ---- |
| 2007 | Jogos Pan-americanos                      | 9º                | Medalha de prata |                      |       |                     |      |
| 2007 | Campeonato Mundial de Ginástica Artística | 163º              | 5º               |                      | 64º   |                     | 43º  |
| 2009 | Troféu Brasil                             | Medalha de ouro   |                  |                      |       |                     |      |
| 2009 | Campeonato Sul-Americano                  | Medalha de bronze | Medalha de ouro  |                      |       | Medalha de ouro     |      |